# Erbacher Straße 138 bis 150
Die Gesamtanlage Arbeiterhäuser in der Erbacher Straße 138 bis 150 sind Bauwerke in Darmstadt.

## Geschichte und Beschreibung
Die Gesamtanlage Arbeiterhäuser umfasst bauhistorisch einmalige Wohnhäuser am Ostrand von Darmstadt.

## Arbeiterhäuser Erbacher Straße 138, 140 und 142
Im Jahre 1908 wurden die Arbeiterhäuser Erbacher Straße 138, 140 und 142 für eine Ausstellung auf der Mathildenhöhe gebaut. Die Veranstalter konzipierten im Rahmen der großen hessischen Landesausstellung für freie und angewandte Kunst auch eine Ausstellung für „Kleinwohnungskunst“ mit insgesamt sechs Einfamilien- und Doppelhäusern.
Die „Muster-Arbeiterhäuser“ wurden von bekannten Architekten wie Georg Metzendorf, Joseph Maria Olbrich, Heinrich Walbe und Arthur Wienkoop entworfen.
Diese Bauten wurden nach dem Ende der Ausstellung abgetragen. Drei dieser Arbeiterhäuser wurden in die Erbacher Straße versetzt.

## Arbeiterhaus Erbacher Straße 138

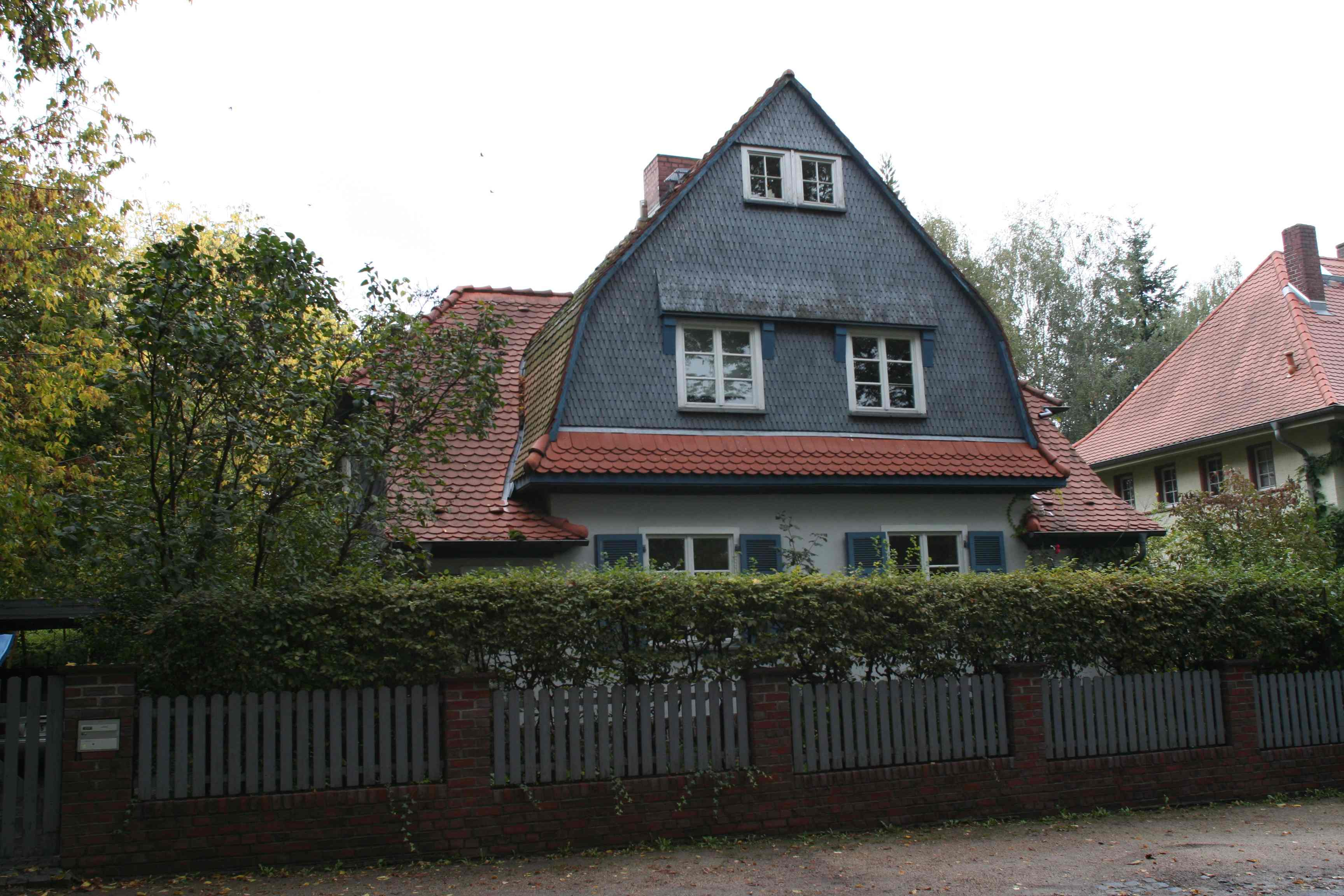
Arbeiterhaus Erbacher Straße 138 (2005)

Das Arbeiterhaus Nummer 138 wurde nach Plänen des Planers Eugen Seibert erbaut.

## Arbeiterhaus Erbacher Straße 140
Das Arbeiterhaus Nummer 140 wurde nach Plänen des Planers Georg Metzendorf erbaut.

## Arbeiterhaus Erbacher Straße 142
Das Arbeiterhaus Nummer 142 wurde nach Plänen des Planers Arthur Wienkoop erbaut.

## Arbeiterdoppelhäuser Erbacher Straße 144/146 und 148/150
Zur Gesamtanlage gehören auch die beiden Doppelhäuser am Waldrand. Diese Häuser wurden um das Jahr 1900 – als Wohnhäuser für die Arbeiter der Großherzoglichen Meierei – nach Plänen des Architekten Karl Hofmann errichtet.

## Denkmalschutz
Die Gesamtanlage Arbeiterhäuser gilt aus architektonischen und stadtgeschichtlichen Gründen als Kulturdenkmal.